# Јакоб Зив
Јакоб Зив (хебр. יעקב זיו; Тиберијада, 27. новембар 1931 — 25. март 2023) био је израелски информатичар који је, заједно са Абрахамом Лемпелом, развио LZ77, компресиони алгоритам без губитака.
Зив је рођен у Тиберијади, у Палестини под британском влашћу, 27. новембра 1931. године. Дипломирао је и добио мастер диплому на одсеку за електротехнику на Техниону – Израелском институту за технологију, у Хаифи, Израел, 1954. и 1957. године, а докторирао је на Институту технологије Масачусетса, Кембриџ, САД, 1962. године.
Зив је постао професор на Техниону 1970. године и држи позицију Херман Грос професора електротехнике. Његова поља истраживања укључују компресију података, теорију информација и статистичке комуникације.
Зив је био декан Електротехничког факултета од 1974. до 1976. године и потпредседник за академске послове од 1978. до 1982. године. Од 1987. године, Зив је три пута одлазио у Одељење за информациона истраживања Белових лабораторија у Мари Хилу, Њу Џерзи, САД.
Од 1955. до 1959. године, био је старији истраживачки инжењер на научном одељењу изралеског Министарства одбране и радио је на истраживању и развоју комуникационих система. Од 1961. до 1962. године, док је студирао за свој докторат на МИТ, отишао је у Одељење примењених наука компаније  у Вотертауну, Масачусетс, где је као старији истраживачки инжењер спроводио истраживања у теорији комуникација. 1962. године, вратио се на научно одељење израелског Министаства одбране као шеф одељења за комуникације, а био је такође и ванредни професор на Електротехничком факултету института Технион. Од 1968. до 1970. године, био је члан техничког особља Белових лабораторија. Зив је био председавајући израелског Комитета за универзитетска планирања и давања од 1985. до 1991. године. Од 1981. године, Зив је члан Израелске академије наука, чији је био и председник (1995 – 2004).

## Награде
Године 1993, Зиву је додељена Израелска премија за егзактне науке.
Зив је добитник Information and Communication Technologies награде за 2008. годину коју додељује BBVA Foundation Frontiers of Knowledge Awards. Ове престижне награде сматрају се, по новчаној вредности, највећим после Нобелове награде.